# Rùa quản đồng
Rùa quản đồng hay đú (danh pháp hai phần: Caretta caretta) thuộc họ Vích, Bộ Rùa, là một loài rùa biển phân bố trên toàn thế giới. Loài này phân bố khắp Việt Nam, nhưng tập trung ở khu đảo Bạch Long Vĩ đến Cát Bà.
Loài rùa này là một trong những loài rùa lớn nhất, có chiều dài trung bình khoảng 1,8m khi trưởng thành hoàn toàn, mặc dù vài mẫu vật lớn hơn đã được phát hiện. Loài này có trọng lượng vào khoảng trên 300 kg và dưới 400 kg, với những mẫu vật lớn nhất nặng khoảng hơn 400 kg (1.000 lb). Màu da từ vàng đến nâu, và mai thường có màu nâu đỏ. Không có sự khác biệt giới tính bên ngoài cho đến khi loài này trưởng thành, sự khác biệt rõ ràng nhất là con đực trưởng thành có đuôi dày hơn và yếm ngắn hơn so với con cái.
Đây là loài thủy sinh quý hiếm có trong Danh mục các loài động vật, thực vật hoang dã quy định trong Công ước CITES, có nguy cơ tuyệt chủng, tuyệt đối cấm đánh bắt, mua bán, vận chuyển, kể cả trứng của chúng.